# Toulaud
Toulaud – miejscowość i gmina we Francji, w regionie Owernia-Rodan-Alpy, w departamencie Ardèche.
Według danych na rok 1990 gminę zamieszkiwało 1256 osób, a gęstość zaludnienia wynosiła 36 osób/km² (wśród 2880 gmin regionu Rodan-Alpy Toulaud plasuje się na 661. miejscu pod względem liczby ludności, natomiast pod względem powierzchni na miejscu 149.).

## Populacja

Populacja Toulaud w latach 1962-2008